# Tysk spets
Tysk spets är en hundras från Tyskland. Den är en europeisk spets som finns i fem storleksvarianter:
- Wolfspitz/Keeshond
- Grosspitz
- Mittelspitz ("Mellanspets")
- Kleinspitz

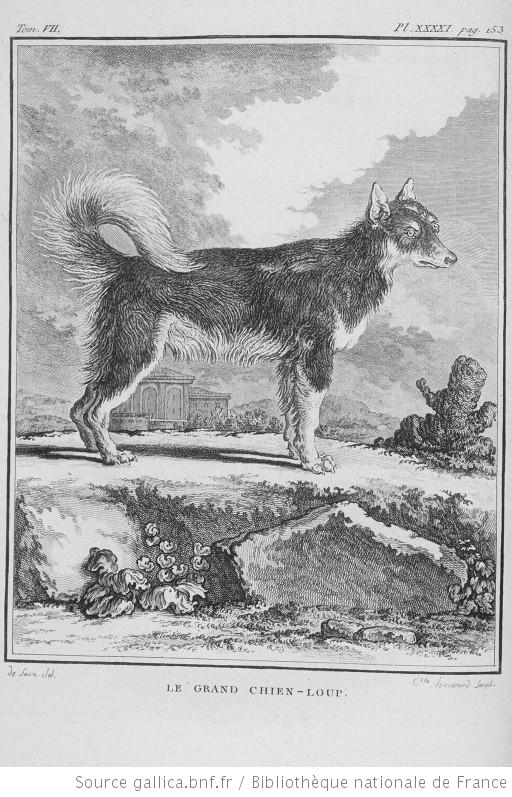
Stor tysk spets (Grand Chien-Loup) från Georges-Louis Leclerc de Buffons (1707-1788) stora naturalhistoria från mitten av 1700-talet.

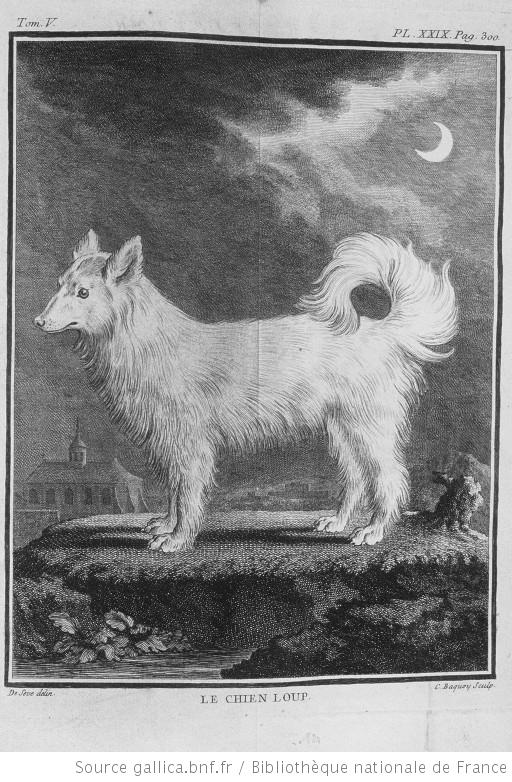
Tysk spets (Chien Loup) från Buffons naturalhistoria.

- Zwergspitz/Pomeranian ("Dvärgspets")

I en undersökning 2012/2013 utnämndes tysk spets till en av världens tjugo populäraste hundraser.

## Historia
Anatomin hos tysk spets har stora likheter med benfynd av stenålderns s.k. torvhundar och företrädare för rasen hävdar gärna att den tyska spetsen är en direkt avkomling till torvhunden. Modern DNA-forskning har dock visat att det inte finns några belägg för detta påstående. Traditionellt har den tyska spetsen varit en gårdshund. Det var de vita som först blev populära i högreståndskretsar. De svarta tror man härstammar från Württemberg där de använts på vingårdarna. Den första rasklubben grundades 1899. Först under 1900-talet har rasen delats in i olika storleksvarianter. Vid en revision av rasstandarden 1997 införlivades pomeranian och keeshond i tysk spets. Sedan 2003 räknas grosspitz och mittelspitz som sårbara husdjursgenetiska resurser i hemlandet. På senare år har american eskimo dog som har ursprung i tysk spets korsats in för att bredda den genetiska basen.

## Egenskaper
Tysk spets är en livlig hund med stabil mentalitet. Den är tillgiven och mycket läraktig. Rasen har vaktinstinkt.

## Utseende
Spetsarna har en vacker päls som står ut från kroppen på grund av den rikliga underullen. Särskilt imponerande är den kraftiga manliknande kragen runt halsen och den yviga svansen som bärs kavat över ryggen. Det rävlika huvudet med de pigga ögonen, de små spetsiga och tättsittande öronen ger spetsen dess unika och karakteristiska, käcka utseende. Förhållandet mellan mankhöjd och kroppslängd skall vara 1:1.

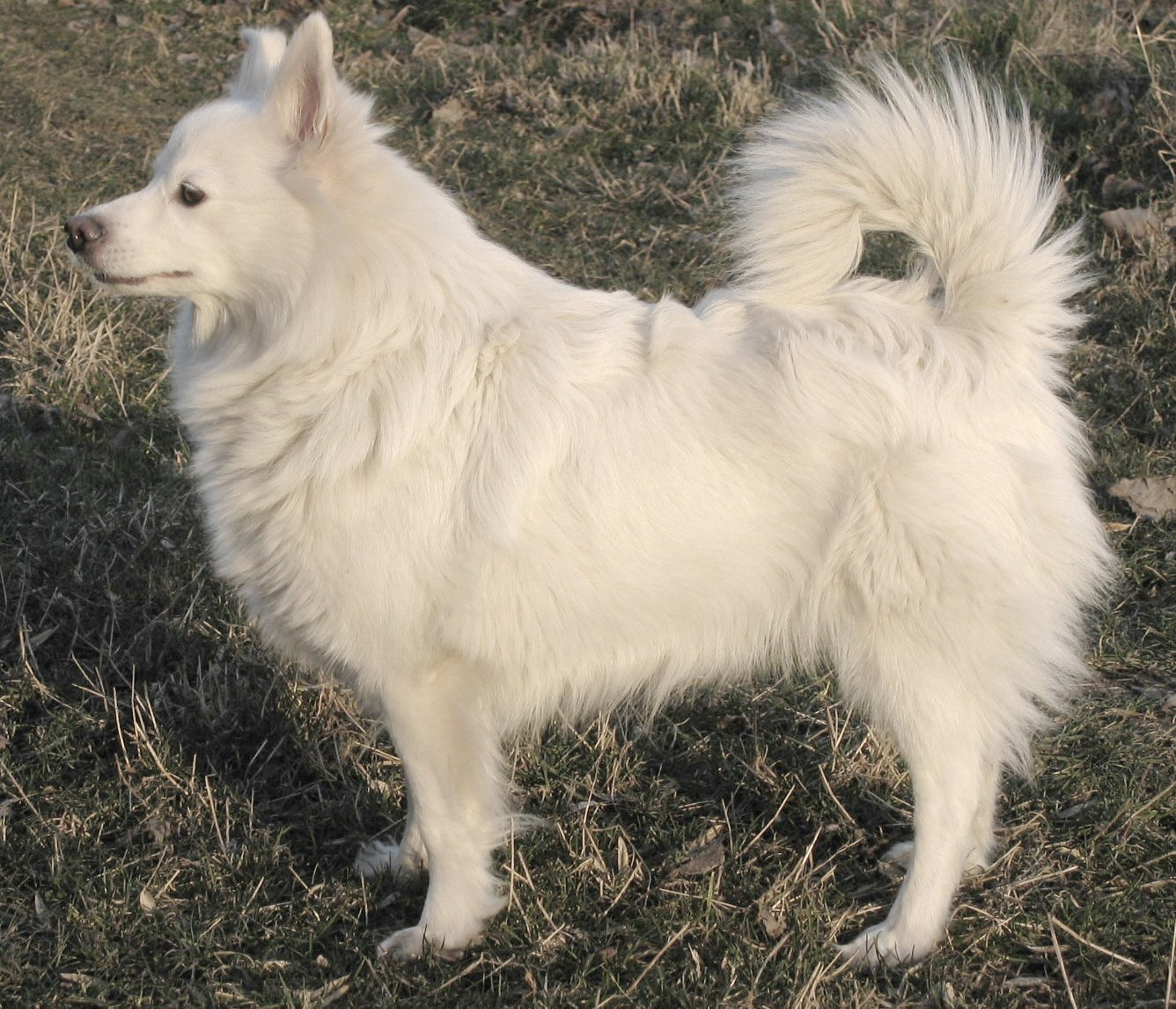
Grosspitz
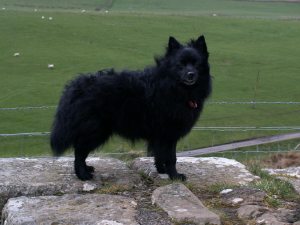
Mittelspitz
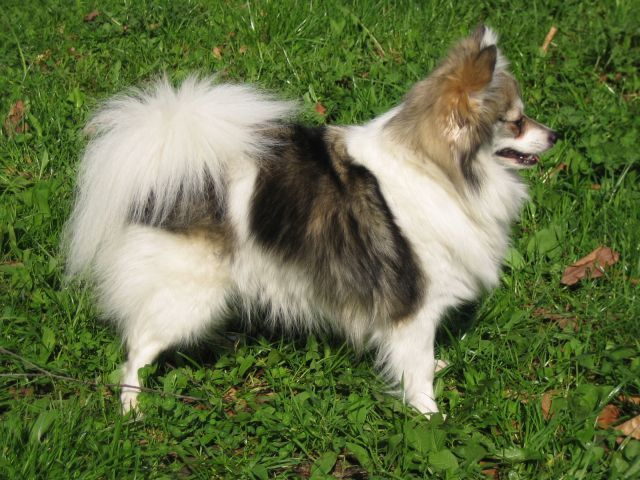
Kleinspitz
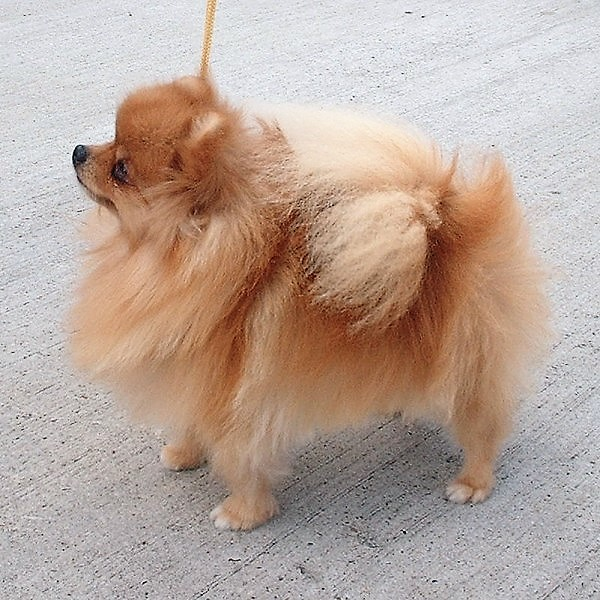
Pomeranian / Zwergspitz